# 史帝夫賈伯斯 (電影)
是一部於2015年上映的美國傳記劇情電影，由丹尼·鮑伊執導，艾倫·索金編劇。電影根據由沃爾特·艾薩克森所著的傳記《賈伯斯傳》及索金進行的訪談改編，該片共分為三幕，涵蓋蘋果公司的聯合創辦人史帝夫·賈伯斯一生中14年（1984至1998年）的光陰，且每一幕的背景皆設定於一項關鍵產品——分別為Macintosh、NeXT Computer及iMac——的發表之前。麥可·法斯賓達飾演賈伯斯，而凱特·溫斯蕾、塞斯·羅根、凱薩琳·華特斯頓、麥可·斯圖巴與傑夫·丹尼爾等人則在片中擔任配角。
在取得艾薩克森所著傳記的電影改編權後，發展作業於2011年起步。索金自2015年1月時開始撰寫劇本。在證實法斯賓達將飾演賈伯斯前，有數名演員曾考慮簽約出演該角色。剪輯艾略特·葛拉罕表示，在電影拍攝的同時，他正在為現有的素材進行加工。丹尼爾·彭伯頓擔任該片的作曲家，致力將配樂劃分為三個足以區別的部分。
電影於2015年9月5日在特柳賴德影展首映，並在10月9日於紐約及洛杉磯有限上映。《史帝夫賈伯斯》自10月23日開始在美國院線廣泛上映，且備受好評。與賈伯斯關係密切的人士如史蒂夫·沃茲尼克和約翰·史考利皆讚揚了該片的表現，但電影也在結構及部分不準確的場景方面受到批評。溫斯蕾榮獲金球獎及英國電影學院獎的最佳女配角獎，索金在第73屆金球獎頒獎典禮上奪下金球獎最佳劇本，而法斯賓達與華特斯頓則分別入圍第88屆奧斯卡金像獎的最佳男主角獎及最佳女配角獎。

## 劇情
1984年，蘋果Macintosh 128K的語音系統出現問題，而这时距離在德安薩學院舉行的發表會僅剩一個小時。蘋果公司的聯合創辦人史帝夫·賈伯斯要求設計該系統工程師安迪·赫茲菲爾德解決這個問題，若無法排除，賈伯斯威脅赫茲菲爾德將會公開此一出了問題的語音系統究竟是由誰所設計的。赫茲菲爾德最終建議使用原型Macintosh 512K來頂替。
營銷主管喬安娜·霍夫曼對賈伯斯提到了《時代》雜誌的一篇文章，該文章揭發了他與前女友克里斯安·布倫南之間的爭議——賈伯斯否認自己是布倫南五歲女兒麗莎的父親，賈伯斯對此大發雷霆。布倫南帶著麗莎一同來見賈伯斯——她對他的否認感到痛苦，儘管他十分富有，但仍拒絕援助她。賈伯斯看著麗莎使用MacPaint作畫，並答應提供更多的錢與一棟房子給麗莎母子倆。蘋果公司的另一位聯合創辦人史蒂夫·沃茲尼克要求賈伯斯在發表會上向Apple II團隊致意，但賈伯斯認為，提到Apple II（他認為該電腦已經過時）是不明智的。
到了1988年，隨著Macintosh的慘重失敗，賈伯斯成立了一家新公司NeXT。在於戰爭紀念歌劇院舉行NeXT Computer的發表會之前，賈伯斯花了些時間與當時9歲的麗莎相處，但與布倫南間的關係仍舊緊張——賈伯斯指責她不負責任的行為，並利用麗莎來從他那裡取得金錢。沃茲尼克前來並預測NeXT也將會面臨失敗，並質疑賈伯斯斯對電腦歷史的貢獻。賈伯斯表示，他所擔任的是一個指揮家的角色，指揮著像沃茲尼克這樣的「音樂家」。
蘋果公司的CEO約翰·史考利要求了解為什麼外界認為是他解僱了賈伯斯——賈伯斯實際上是因蘋果公司董事會的表決結果才離職，董事們決定在Macintosh銷量慘淡後將錢挪為更新Apple II的資金。霍夫曼與賈伯斯討論了NeXT尚未訂定的未來動向後，她察覺到賈伯斯設計該款電腦的目的是要吸引蘋果公司收購NeXT，並恢復賈伯斯原先在蘋果公司的職位。
1998年，蘋果公司已將史考利解僱並收購了NeXT，且任命賈伯斯擔任蘋果公司的CEO，而賈伯斯也即將在路易斯戴维斯交响乐音乐厅發表iMac。他對霍夫曼所預測的龐大銷售量感到欣喜，但同時也因麗莎允許她母親出售他為兩人購買的房屋而感到憤怒不已。霍夫曼告知賈伯斯，赫茲菲爾德承認他支付了麗莎的大學學費（由於賈伯斯威脅要扣留她的學費），並建議她接受心理治療。沃茲尼克再次請求賈伯斯在發表會上對Apple II團隊致意，但仍遭到賈伯斯的回絕。
史考利悄悄前來，兩人互相請求對方的諒解。史考利與賈伯斯就賈伯斯身為一名養子一事進行討論，賈伯斯承認，他操控一切的需求源自於他感到被放棄的無力感。基於霍夫曼的要求，賈伯斯為自己的錯誤向麗莎道歉，承認他「做得不好」。最終，麗莎看著她的父親在舞台上介紹iMac。

## 角色
- 麥可·法斯賓達 飾演 史帝夫·賈伯斯

蘋果公司的聯合創辦人。法斯賓達承認他與賈伯斯在體格方面不甚相符，但表示他對捕捉賈伯斯的本質比他的外表更感興趣。關於他如何詮釋賈伯斯，法斯賓達說，他的目標是將賈伯斯描繪成一名「熱衷於自己的願景的人」，而不是一名殘酷的人。
- 凱特·溫斯蕾 飾演 喬安娜·霍夫曼（英语：Joanna Hoffman）

蘋果公司及NeXT的營銷主管，同時在電影中給予賈伯斯信心。溫斯蕾在討論她飾演該角色的源起時說道「在澳大利亞拍攝《惡女訂製服》時，我透過一名劇組的成員得知試鏡的消息，我當時甚至不在乎是什麼角色，我只想在過程中發掘角色的本質。透過Google查詢，我找到一張[霍夫曼的]照片。我請我的丈夫去假髮店買了一頂黑色的假短髮，將它戴在我的頭上。我把自己戴著假髮的照片傳給[製片人]史考特·魯丁。丹尼·鮑伊來到墨爾本，我們開了一個會議，他給了我那個角色」。溫斯蕾在製片作業開始前，為了準備角色而與喬安娜·霍夫曼相處了一段時間。她指出霍夫曼「對她很溫柔。她在年輕時來到美國並擁有一番成就。在史帝夫的生活中，有一件事使她在人群中不再平凡，那就是她不求任何回報。她只要他成為最好的自己，這樣就夠了。這就是真正將他們之間的關係與其他同事間的任何關係劃分開來的事」。溫斯蕾認為霍夫曼的艱困童年（自亞美尼亞開始）賦予她管理賈伯斯的能力。關於霍夫曼與賈伯斯之間關係的性質，溫斯蕾表示，「我相信史帝夫和喬安娜的關係就與我和法斯賓達能發展成字面上的同事的原因十分相似，她就像他在工作方面的妻子。她是Macintosh的營銷主管，並陪伴賈伯斯度過他的工作生涯。她是一名非凡、爭強好勝的東歐人，且幾乎是唯一一個能將道理傳達給史帝夫的人，而她同時也是一具情感方面的指南針」。關於她在探索角色的方面，溫斯蕾說道，「如果只想差強人意的飾演霍夫曼的話，我做得到。她的聲音和口音相當複雜，她在亞美尼亞長大，在波蘭度過一段時間，且家中還有俄羅斯人，所以她有三種口音，但她十幾歲時又一直待在美國，使她有了美國人說話時的節奏。你知道的，她真的有這種口音，時快時慢。這幾乎不可能模仿，我模仿出來的節奏變得十分單調。所以我不得不將它變做我的註冊專利。我們大家都在準備角色的口音。我的意思是說，麥可是愛爾蘭人，看在上帝的份上，他正飾演著史帝夫·賈伯斯」。最後，溫斯蕾注意到霍夫曼「真的很愛賈伯斯。她陪伴他度過許多時光，當我想好如何詮釋這困難的角色時，她變得十分情緒化。她非常想念他」。
- 塞斯·羅根 飾演 史蒂夫·沃茲尼克

蘋果公司的聯合創辦人及Apple II的發明者。羅根坦承他對沃茲尼克沒多少認識，更別說知道他是蘋果公司的聯合創辦人。他為準備該角色而與沃茲尼克會面，並特別提到了他在說話時會將手擺在一旁的習慣。關於沃茲尼克與賈伯斯的關係，羅根表示「他對賈伯斯的看法複雜且有趣，其中一部分以臉部表情來顯現，而另一部份則能在對白中找到」。沃茲尼克稱，他很榮幸能在該片中被羅根所詮釋。
- 傑夫·丹尼爾 飾演 约翰·史考利，蘋果公司的CEO，任期自1983年開始，1993年結束[4]。

- 凱薩琳·華特斯頓 飾演 克里斯安·布倫南（英语：Chrisann Brennan），賈伯斯的前女友，麗莎的母親。

- 麥可·斯圖巴 飾演 安迪·赫茲菲爾德，Macintosh 128K團隊的成員。

- 麥肯齊·莫斯、蕾普莉·沙博與佩拉·哈莉-賈德林（英语：Perla Haney-Jardine）（不同年齡階段） 飾演 麗莎·布倫南-賈伯斯，賈伯斯的長女[4]。

- 莎拉·史努克 飾演 安德烈·「安迪」·坎寧安（英语：Andrea Cunningham），Macintosh的經理及iMac的推手。

- 亞當·夏皮羅 飾演 阿瓦德斯·特凡尼安，NeXT的軟體工程師，隨後則在蘋果公司擔任軟體工程師。

- 約翰·歐提茲（英语：John Ortiz） 飾演 喬·波佛賽莫，《瀟灑》的記者，在全片中持續採訪賈伯斯[4]。

## 製作

### 發展
2011年10月，索尼影業取得了艾薩克森小說《賈伯斯傳》的電影改編權，並聘請艾倫·索金來為小說進行改編。11月，傳出喬治·克隆尼與諾亞·懷利（曾在1999年電視電影《微軟英雄》中飾演賈伯斯）將飾演賈伯斯的消息。2012年5月，索金證實他正在撰寫劇本，並獲得蘋果公司的聯合創辦人史蒂夫·沃茲尼克的協助，使劇本在歷史準確性方面增色不少。索金隨後表示，他的劇本將包含三幕，每幕時長30分鐘，涵蓋賈伯斯16年的人生。
索金發展了圍繞賈伯斯及幾名關鍵人物間關係的劇本：蘋果公司的聯合創始人史蒂夫·沃茲尼克、賈伯斯的「左右手」喬安娜·霍夫曼、前蘋果公司CEO約翰·史考利、Macintosh 128K團隊的成員安迪·赫茲菲爾德、賈伯斯的第一個兒女麗薩·布倫南-賈伯斯以及麗莎的母親克里斯安·布倫南。索金在寫劇本時與所有人進行會談，包含麗莎（在艾薩克森撰寫《賈伯斯傳》時並未與艾薩克森會談）。但索金也已表示，許多對白都是虛構的。
在索金於2014年1月時完成劇本後，大衛·芬奇為導演一職進行談判，發展作業開始步上正軌。芬奇選擇克里斯汀·貝爾擔任賈伯斯的演員。然而，芬奇在4月時因與其他合約衝突而放棄執導。接著，丹尼·鮑伊獲聘執導該片，而李奧納多·迪卡皮歐則為加盟飾演賈伯斯一事進行談判。10月，迪卡皮歐退出，貝爾、麥特·戴蒙、班·艾佛列克與布萊德利·庫柏皆為考慮人選。索金在10月接受採訪時透露，貝爾再次成為了該角色的演員，塞斯·羅根正為飾演沃茲尼克一角而談判中，而潔西卡·崔絲坦則考慮加入演員行列。伊克·巴里霍爾茨透露，他曾為沃茲尼克一角試鏡。11月，貝爾再次退出，麥可·法斯賓達成為取代貝爾的首要人選。據傳，索尼在擱置該項目後給予史嘉蕾·喬韓森出演一名角色的機會。環球影業在11月時收購了電影。
繼2014年12月發生的索尼影業遭黑客攻擊事件後，索尼的電子郵件遭到洩漏，揭示電影製片作業擱置的原因為選角的需求。電子郵件還披露了湯姆·克魯斯、馬修·麥康納與莎莉·賽隆曾在一個時間點會面，討論片中的潛在角色。
娜塔莉·波曼於2014年11月進行談判，但在12月時放棄演出。同時，傑夫·丹尼爾開始為參演電影一事而談判，而麥可·斯圖巴則加盟飾演安迪·赫茲菲爾德。12月，凱特·溫斯蕾進行談判，以加入主演的行列，且法斯賓達和羅根將擔任電影的主演的消息得到了證實。同月，凱薩琳·華特斯頓加盟詮釋克里斯安·布倫南。溫斯蕾飾演的角色喬安娜·霍夫曼於2015年1月得到證實。丹尼爾的角色確認為約翰·史考利，佩拉·哈莉-賈德林加盟詮釋麗薩·布倫南-賈伯斯。2月，約翰·歐提茲加入劇組行列，飾演《瀟灑》的記者喬·波佛賽莫。

### 拍攝

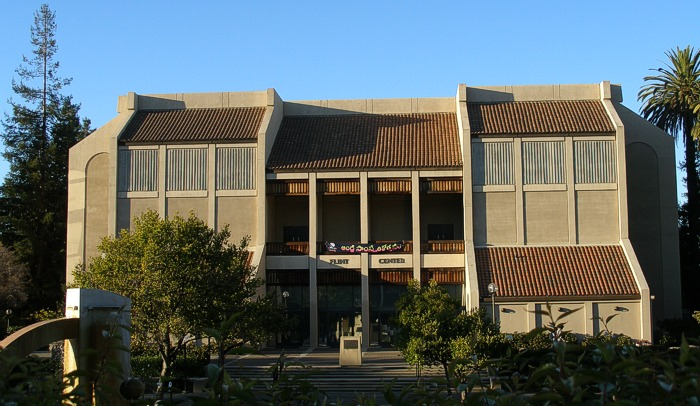
德安薩學院的前門，在電影前半段時，賈伯斯與沃茲尼克談話時出現。

主體拍攝始於2015年1月16日，地點位在賈伯斯童年時的家——加利福尼亞州的洛思阿圖斯。電影的取景地點遍布整個舊金山灣區。1月23日至24日，攝影作業移至柏克萊進行，劇組於愛姆伍德區學院大道街的地中海餐廳取景。1月29日，攝影持續在德安薩學院進行（1984年發表Macintosh 128K的地點）。2月下旬，劇組遷移至舊金山取景，拍攝地點包含戰爭紀念歌劇院、路易斯戴维斯交响乐音乐厅以及市政中心。電影於4月10日殺青。
為了區分電影中描繪的三種產品，丹尼·鮑伊和攝影師阿爾文·H·卡克勒採用了三種不同的電影格式：1984年時以16毫米膠片規格拍攝，1988年時以35毫米膠片規格拍攝，而1998年時則以阿萊Alexa數位電影攝影機拍攝。他們還希望，電影中的每個時間點能反映出賈伯斯當時自身的發展。例如，卡克勒解釋說，在德安薩學院的弗林特中心拍攝第一幕時，以16毫米膠片的顆粒感來強調臨時自發的外觀。第三幕在路易斯·M·戴維斯交響樂廳以阿萊Alexa拍攝，結合了美學和色澤，呈現賈伯斯對自己的iMac和之後的蘋果硬體的設計理念。卡克勒表示，他拍攝《史蒂夫賈伯斯》是一次「輝煌且富挑戰性」的經歷，並指出他的目標是「確保視覺效果能跟上對白」。

### 後期製作
倫敦基礎工作室聯盟負責製作電影的視覺效果。根據剪輯師艾略特·葛拉罕的說法，多數的剪輯作業都是在主要攝影結束後進行。在為期一週排演期間，葛拉罕在現有素材上進行處理，並持續於編輯室中接獲鮑伊的反饋。葛拉罕在接受《綜藝》雜誌採訪時表示，他的一個特別挑戰是平衡拍攝的頻率，並加入足夠的「視覺干擾」來掌控索金劇本中沉重的對白的部分。他將大半場景描述成「一連串的戰鬥場景」。麥可·法斯賓達提供了多種他飾演賈伯斯的版本，供葛拉罕和鮑伊在後期製作中進行挑選。葛拉罕還表示，「丹尼會參與其中，但同時也需要耗掉一些時間。他會說：『如果我和你共事，我們總是會出現相同的意見，因為我們走的是一模一樣的旅程』」。

## 音樂
丹尼爾·彭伯頓負責製作電影的配樂。原聲帶中含有放蕩樂團、巴布·狄倫與馬加比樂團的歌曲。據報導，電影結束時播放的歌曲——馬加比樂團的《Grew Up At Midnight》，據說是該樂團的粉絲丹尼·鮑伊自己選擇的。原聲帶於2015年10月9日以數位形式發布，而實體原聲帶則在10月23日上市。
| 曲序     | 曲目                                      | 时长  |
| -------- | ----------------------------------------- | ----- |
| 1.       | The Musicians Play Their Instruments?     | 1:04  |
| 2.       | It's Not Working                          | 3:44  |
| 3.       | Child（父親）                             | 1:49  |
| 4.       | Jack It Up                                | 3:59  |
| 5.       | The Circus of Machines I（序曲）          | 2:58  |
| 6.       | Russian Roulette                          | 1:46  |
| 7.       | Change the World                          | 5:09  |
| 8.       | The Skylab Plan                           | 5:01  |
| 9.       | 別回頭仰望太陽（由放蕩樂團演出）          | 3:01  |
| 10.      | …I Play the Orchestra                     | 2:22  |
| 11.      | The Circus of Machines II（快板）         | 4:30  |
| 12.      | Revenge                                   | 9:38  |
| 13.      | 下雨天婦女#12 & 35（由巴布·狄倫演出）     | 4:37  |
| 14.      | It's an Abstract                          | 2:27  |
| 15.      | Life Out of Balance                       | 4:06  |
| 16.      | I Wrote Ticket to Ride                    | 2:59  |
| 17.      | The Nature of People                      | 4:04  |
| 18.      | 1998. The New Mac                         | 2:10  |
| 19.      | Father（孩子）                            | 3:27  |
| 20.      | Remember                                  | 4:11  |
| 21.      | Grew Up at Midnight（由馬加比樂團演出）   | 4:00  |
| 22.      | Shelter from the Storm（由巴布·狄倫演出） | 5:02  |
| 总时长： | 总时长：                                  | 82:04 |

## 發行
《史帝夫賈伯斯》於2015年9月5日在特柳賴德影展首映，並於10月9日在紐約及洛杉磯有限上映。該片在10月23日開始於全美全國上映。電影也是2015年倫敦影展的閉幕片，大約提前英國11月13日的上映日期一個月。
該片於2016年2月2日以數位形式發布，並於2月16日發行藍光及DVD版本，其中附有鮑伊、索金與艾略特·葛拉罕的講評。而實體的周邊商品包含一部44分鐘的紀錄片《幕後作業：史帝夫賈伯斯的製作》，紀錄電影的製作過程。

## 反響

### 評價
爛蕃茄上收集的270篇專業影評文章中，有232篇給予該片「新鮮」的正面評價，「新鮮度」為86%，平均得分7.6分（滿分10分），該網站的共識性評價寫道「就如同科技人才共同創立出的科技巨頭一般，《史帝夫賈伯斯》匯集了卓越的演員，提供了一部優雅下潛藏著複雜的電影」。而基於另一影評匯總網站Metacritic上的45篇評論文章，其中41篇予以好評，1篇差評，3篇褒貶不一，平均分為82（滿分100），綜合結果為「普遍良好的評價」。據CinemaScore進行的調查，觀眾的平均評價於A+至F間落於「A-」。
《好萊塢報導》的陶德·麥卡錫表示，鮑伊「激勵人心」的導演功力「優雅的輔助了索金在三幕中極具戲劇性的探討」，並稱讚法斯賓達的演出，「儘管他的身材並不像該角色的本尊，[但]他完全可以教會我們如何來看待這個人的本質」。《綜藝》雜誌的賈斯汀·張稱該片為「狂亂且富創意的狂想曲」以及「一部卓越、瘋狂、含巧妙設計及怪異自誇的電影」。《Salon.com》的安德魯·奧黑爾認為電影的結構合情合理，不僅稱讚電影的劇本是「索金有史以來最令人滿意的劇本」，同時也對電影讚譽有加，稱《史帝夫賈伯斯》「是鮑伊的導演生涯中最為優秀的電影作品」。《紐約時報》的A·O·史考特稱該片為一部「大膽、腦力激盪的娛樂電影」，並認為《史帝夫賈伯斯》對「好萊塢電影一貫的懶惰劇情」及「當代大螢幕評論家眼中盛宴的定義」來說是一大挑戰。
《衛報》的班傑明·李給予電影3顆星（滿分5星）的評價，寫道「儘管電影不停的告訴你，一切事物都是那麼的重要，但令人失望的是，真正關心當下發生的事是如此難的事情」。他指責索金「主導」劇本的行為，認為「對白令人窒息」，且「片中演員試圖扼殺足夠的呼吸空間來呈現自己的東西」。《紐約時報》的喬·諾科拉對賈伯斯十分了解，質疑「電影與賈伯斯本尊之間有多少的關聯性」。他認為該片純屬「虛構」，並繼續說，「索金和飾演賈伯斯的演員麥可·法斯賓達都未能在任何定義上捕捉到他的身影」。

### 票房
《史帝夫賈伯斯》在北美的票房收入為1,780萬美元，其他地區1,670萬美元，全球總計3,440萬美元。
在有限上映的首個週末，該片在四家劇院中收穫了521,000美元的票房，平均每家劇院的收入約為130,250美元，擊敗了《怒火邊界》（67,000美元）成為2015年最佳的劇院平均收入。電影於10月23日正式廣泛發行，與同期上映的《獵巫行動：大滅絕》、《鬼入鏡5：鬼次元》、《沙漠飆高音》和《芙蓉仙子》共同競爭。外界原先預測《史帝夫賈伯斯》能在廣泛發行的首個週末從2,491家劇院收入11萬至12萬美元的票房；然而，在開始廣泛發行的第一天僅開出2,5000美元的成績後，票房預測修改為740萬美元。最終，電影共進帳710萬美元，排名第七。
在廣泛發行兩週後的11月10日，環球影業將電影從美國的2,072家劇院中撤出。《綜藝》雜誌表示，電影受到票房方面的激烈競爭，以及大眾對賈伯斯以及法斯賓達飾演主角的低調演出感到厭倦的可能性所打擊，而票房表現不佳可能會影響到電影的獲獎機會。在電影於美國廣泛發行後，丹尼·鮑伊對《史帝夫賈伯斯》的票房表現感到失望，同時表示，環球影業將電影的發行弄得「太廣又太急」了，並評論工作室的舉動十分「傲慢」。

### 歷史偏差
約翰·史考利對傑夫·丹尼爾飾演他的表現讚譽有加，但聲稱該片扭曲了蘋果公司在Macintosh上取得的成功，並認為電影對賈伯斯的詮釋都還比這方面來得好。皮克斯動畫工作室及華特迪士尼動畫工作室的總裁艾德文·卡特姆認為，賈伯斯看到電影所詮釋的他會「大吃一驚」，覺得自己生前是個比電影中所描繪的他還要更和善的人。卡特姆在接受《好萊塢報導》的記者採訪時表示，「當[賈伯斯]離開蘋果公司時，他步上了經典英雄之旅：他在荒野徘徊，並在NeXT工作，只是那並非工作。他任職於皮克斯動畫工作室，這時，我們失敗了。在這個失敗的過程中，史帝夫得到了一些寶貴的教訓，他改變了，他成了一名善解人意的人，[…]電影錯過了史帝夫的轉變過程」。
2015年8月26日，安迪·坎寧安在接受《彭博科技》的記者艾米莉·張的訪問時，稱該片是一部「精彩的電影……這是對一名極其複雜的人物所做的驚人考究。艾倫[·索金]與丹尼·鮑伊塑造出一名非常優秀的賈伯斯」。對於飾演她的莎拉·史努克，坎寧安表示，儘管她飾演的是個「小角色，但仍然十分敬業地把她演好」。儘管坎寧安當時沒有與蘋果公司合作，電影仍描繪坎寧安參與了iMac的發表會。記者華特·莫斯伯格將《史帝夫賈伯斯》與奧森·威爾斯的電影作品《大國民》相互比較，後者根據威廉·赫茲的生平故事改編。莫斯伯格表示，兩者在美學方面皆非常完善，但威爾斯塑造了一組虛構的角色，以澄清他的電影純屬虛構。相較之下，據莫斯伯格（認識賈伯斯達14年）的說法，索金決定使用真實而不是虛構的名字，以免減損電影的質量，也避免使電影成為一部看似是傳記片，但事實並非如此的虛構電影。莫斯伯格表示，「索金電影中描繪的史帝夫·賈伯斯不是我所認識的那個人。索金挑選並誇大了賈伯斯一些最糟糕的方面，並在他那段年輕且不成熟的職業生涯上大書特書[…]這就像假如你製作了一部名為《誰殺了甘迺迪》的電影，且將劇情完全聚焦在甘迺迪的風流及在政壇上的競爭，完全不提民權及古巴導彈危機。索金選擇結束他的故事，就像賈伯斯準備擺脫一系列前所未有、足以改變世界的產品，蛻變成一名更親切和善的人」。

### 榮譽
電影在第73屆金球獎頒獎典禮上入圍最佳男主角獎（法斯賓達）、最佳女配角獎（溫斯蕾）、最佳劇本獎（索金）以及最佳原創配樂獎（彭伯頓）等四個獎項，並榮獲了其中的兩個獎項：溫斯蕾的最佳女配角獎及索金的最佳劇本獎。2016年2月14日，溫斯蕾贏得了英國電影學院獎最佳女配角獎。法斯賓達與溫斯蕾分別入圍了第88屆奧斯卡金像獎的最佳男主角獎及最佳女配角獎。

## 外部連結
- 官方网站
- 互联网电影数据库（IMDb）上《史帝夫賈伯斯》的资料（英文）
- Box Office Mojo上《史帝夫賈伯斯》的資料（英文）
- 爛番茄上《史帝夫賈伯斯》的資料（英文）
- Metacritic上《史帝夫賈伯斯》的資料（英文）
- AllMovie上《史帝夫賈伯斯》的资料（英文）
- Yahoo奇摩電影上《史帝夫賈伯斯》的資料（繁體中文）
- 開眼電影網上《史帝夫賈伯斯》的資料（繁體中文）
- 豆瓣电影上《史帝夫賈伯斯》的資料 （简体中文）
- 时光网上《史帝夫賈伯斯》的資料（简体中文）